# Andrés González
Andrés Felipe González Ramírez (Cali, 8 de janeiro de 1984) é um futebolista colombiano que atua como zagueiro.

## Carreira
Já participou do Mundial Sub-20 de 2003 realizado nos Emirados Árabes Unidos. Participou também das Copa América de 2004.

## Ligação externa
- Andrés González em National-Football-Teams.com